# 倉敷市立倉敷第一中学校
倉敷市立倉敷第一中学校（くらしきしりつくらしきだいいちちゅうがっこう）は、岡山県倉敷市西阿知町にある公立中学校。

## 校訓
- 自分をたいせつにする ・他をたいせつにする・新しく生きる

## 校名の由来
1971年2月、西阿知中学校が火災により焼失し、翌年3月に現在地に再建された際に、「地域で一番の学校を目指そう」という職員や住民の願いで、倉敷第一中学校という校名に改められたといわれている。

## 部活動
- 陸上競技部
- 野球部
- バスケットボール部
- バレーボール部
- バドミントン部
- 卓球部
- ソフトテニス部
- 女子ソフトボール部
- 柔道部
- 剣道部
- 吹奏楽部
- 美術部
- 技術部
- 家庭部

## 生徒会·委員会
- 選挙管理委員会
- 生徒会執行部
- 広報委員会
- 給食委員会
- 保険委員会
- 体育委員会
- 図書委員会
- 文化委員会
- 整美委員会
- 生活委員会

## 通学区域が隣接している学校
- 倉敷市立西中学校
- 倉敷市立南中学校
- 倉敷市立連島中学校
- 倉敷市立連島南中学校
- 倉敷市立船穂中学校

## 著名な出身者
- MEGUMI - 元グラビアアイドル、女優